# Rokský tunel
Rokský tunel (rusky Ро́кский тонне́ль, gruzínsky როკის გვირაბი [Rokis gvirabi], osetsky Ручъы тъунел) je silniční tunel pod horou Sochs (rusky Сохс, 3 106 m n. m.) západně od Rokského průsmyku na hlavním kavkazském hřebeni. Nachází se na jihoosetsko-ruské státní hranici a prochází jím transkavkazská magistrála, spojující Rusko a Zakavkazsko.
Jedná se o nejdelší tunel v evropské části Ruska. Výstavba tohoto 3 730 m dlouhého tunelu byla dokončena v roce 1984, provoz probíhal obousměrně jediným tubusem s jedním jízdním pruhem v každém směru. Portál na ruské straně je v nadmořské výšce kolem 2 000 m, gruzínský ve výšce kolem 2 100 m, přičemž horský hřeben v místě tunelu dosahuje nadmořské výšky 3 100 m.
Přes tunel vede jediné přímé silniční spojení mezi Ruskem (Severní Osetií-Alanií) a Jižní Osetií. Má proto strategický význam. V letech 1992 až 2008 se nacházel mimo kontrolu gruzínské státní správy, pročež se stal oblíbenou cestou pašeráků, mj. drog, zbraní a odcizených vozidel. Tunel se stal v této době podstatným zdrojem příjmů Jižní Osetie, která za průjezd začala vybírat mýto. Příjem Jižní Osetie z mýta se ještě zvýšil, když Rusko v roce 2006 uzavřelo alternativní Gruzínskou vojenskou cestu, čímž přinutilo veškerou dopravu k průjezdu zpoplatněným tunelem. Za války v Jižní Osetii v roce 2008 vstoupily Rokským tunelem do Jižní Osetie posily pozemních sil ruské armády. Od této doby je transkavkazská magistrála neprůjezdná.

## Rekonstrukce 2010
Po válce v Jižní Osetii (2008) byl tunel ve zcela dezolátním stavu, střídavé zátarasy kolem výmolů ve vozovce jej učinily prakticky jen jednosměrně průjezdným. V roce 2010 Rusko zahájilo stavbu paralelního servisního tubusu, který byl zprovozněn v roce 2012. Dne 24. dubna 2012 Rusko dezolátní (jen 27 let starý) dopravní tubus uzavřelo za účelem rekonstrukce a dopravu odklonilo do nově zprovozněného servisního tubusu, kde nyní probíhá jednosměrný provoz střídající směr po 3 hodinách. O uzavření hlavního tubusu Rusko neinformovalo veřejnost, a dokonce ani jihoosetskou vládu, která se o uzavření tubusu dozvěděla až z ruských sdělovacích prostředků a zjišťovala, zda to je vůbec pravda. Oprava hlavního tubusu je naplánovaná na 3 roky.
Rekonstrukce byla dokončena v říjnu 2015, náklady opravy hradilo Rusko.